# Leadinvestor
Als Leadinvestor wird der führende Investor bezeichnet, der in einer Wagniskapital-Finanzierung die Führungsrolle unter den Investoren übernimmt. Der Begriff „Leadinvestor“ stammt aus dem Englischen und ist gleichzusetzen mit „führender Investor“.
Leadinvestor ist meist ein erfahrener institutioneller Eigenkapital-Investor, der bereits eine Vielzahl von Innovationsvorhaben finanziert hat.

## Co-Investor
In der Polarität zum Leadinvestor kann sich der Co-Investor befinden. Dann ist er im Gegensatz zum Leadinvestor ein passiver Eigenkapital-Investor, der bei einer Wagniskapital-Finanzierung die passive Finanzierungsrolle übernimmt und sich auf die Fertigkeiten des Leadinvestors verlässt und an diese anlehnt. Alternativ ist er ein Kapitalgeber, der aus Gründen der Risikostreuung, eines zu gering ausgeprägten Netzwerkes oder einer anderen Schwerpunktsetzung einem anderen Kapitalgeber die Führung überlässt.

## Crowd-Investor
Nicht zu verwechseln ist der Co-Investor mit einem Crowd-Investor eines Crowdfundings. Dabei sind die Investoren zwar auch passive Co-Investoren, doch es existiert in der Regel kein aktiver Leadinvestor. Crowd-Investoren investieren dabei passiv und abhängig von den Entscheidungen der tätigen Gesellschafter, den Unternehmensgründern und Innovatoren, den Gründern des Innovationsprojektes. Hierbei kann es zwischen Investoren und Gründern zu Interessenskonflikten kommen.

## Co-Venture
Von der Crowd-Finanzierung abzugrenzen ist das Co-Venture. Bei einem Co-Venture beteiligen sich qualifizierte Investoren mit deutlich höheren Beteiligungssummen als beim Crowdfunding an einem Innovationsprojekt unter Führung eines Leadinvestors. Der systematische Vorteil eines Co-Venture gegenüber einem Crowdfunding liegt im aktiven Beteiligungscontrolling und Steuerung der Co-Venture-Beteiligung durch den Leadinvestor, um damit die Erfolgswahrscheinlichkeit des Innovationsvorhabens zu erhöhen.